# The Fisherman’s Diary
The Fisherman’s Diary ist ein kamerunisches Filmdrama aus dem Jahr 2020 unter der Regie von Enah Johnscot. Der Film wurde im selben Jahr in Kamerun uraufgeführt und als kamerunischer Beitrag für den besten fremdsprachigen Film bei der 93. Oscar-Verleihung ausgewählt.

## Handlung
Ekah, ein 12-jähriges Mädchen, ist von der Geschichte der jüngsten Friedensnobelpreisträgerin, der pakistanischen Bloggerin und Kinderrechtsaktivistin Malala Yousafza, beeindruckt. Sie ist entschlossen, in einem Fischerdorf zur Schule zu gehen, in dem die Erziehung eines Mädchens als Tabu gilt. Ihr brennender Antrieb und ihre Entschlossenheit, mit der alten Tradition zu brechen, bringen ihren Vater, Solomon, dazu, die Vorteile der Erziehung von Mädchen zu analysieren.